# Horváth István (színművész)
Horváth István (Zalamerenye, 1950. augusztus 2. –) magyar színész.

## Életpályája
Zalamerenyén született, 1950. augusztus 2-án. Hétéves korában a család Komlóra költözött. Itt érettségizett a Kun Béla Gimnáziumban. 1974-ben kapott színészi diplomát a Színház- és Filmművészeti Főiskolán Várkonyi Zoltán osztályában. Főiskolásként, 1973-tól a Pécsi Nemzeti Színházban szerepelt, és első szerződése is ehhez a színházhoz kötötte. 1975-től a Szegedi Nemzeti Színházhoz szerződött. 1976-tól ismét Pécsen játszott, majd az 1980–81-es évadban szabadúszó színészként dolgozott. 1981-től alapító tagja volt a nyíregyházi Móricz Zsigmond Színház állandó társulatának, 1985-től 1993-ig a színház ügyvezető igazgatója volt. 1993 és 1994 között a budapesti Nemzeti Színház főtitkára volt. 1998-tól a Music Mix 33 Kft. ügyvezető igazgatója volt. Oxfordi menedzserképzőt végzett, fővárosi jegyirodákat vezetett, állandó szereplője volt a Gorsiumi Nyári Játékoknak és szerepelt a Pécsi Harmadik Színházban is.

## Fontosabb színházi szerepei
- William Shakespeare: Ahogy tetszik... Olivér
- William Shakespeare: Sok hűhó semmiért... Claudio
- William Shakespeare: Titus Andronicus... Mutius
- William Shakespeare: A windsori víg nők... Fenton lovag
- Molière: Scapin furfangjai... Leander
- August Strindberg: Álomjáték... Vőlegény, Férj, Kórista
- Valentyin Petrovics Katajev: Bolond vasárnap... Sóvárgov
- Jurij Vasziljevics Bondarev: A part... Nyikitin hadnagy
- Alfred Jarry: Übü király... Zsinór
- George Bernard Shaw: Tanner John házassága... Hector, Malone fia
- Frederick Knott: Várj, míg sötét lesz!... Paul
- Szép Ernő: Patika... Karfunkel
- Heltai Jenő: Szépek szépe... Tulipán királyfi
- Nóti Károly: Nyitott ablak... Kovács úr
- Weöres Sándor: A holdbeli csónakos... A holdbeli csónakos
- Tamási Áron: Búbos vitéz... Búbos vitéz
- Ratkó József: Segítsd a király... Csete
- Hernádi Gyula: Vérkeresztség... Kálmán
- Varga László: Kossuth vagy Széchenyi... Deák Ferenc
- Kálmán Imre: Csárdáskirálynő... Bóni gróf
- Déry Tibor – Pós Sándor – Presser Gábor – Adamis Anna: Képzelt riport egy amerikai popfesztiválról... Pokol angyala

## Önálló előadói est
„Akkoriban indultak a Csontváry-matinék, s én Pilinszky János huszonnyolc verséből olyan műsort készítettem, amelyben tartalmilag összeolvadtak a költemények. Eck Imrének annyira megtetszett az irodalmi est, hogy megkoreografálta, és legendás pécsi balettosok táncoltak a versfolyamra. A bemutatón legnagyobb megdöbbenésemre az első sorban ott ült Pilinszky is, majd a végén csak annyit mondott. Tudja, ilyen lehettem fiatalon magam is.”

- Pilinszky János: Tilos csillagon

## Filmek, tv
- Pirx kalandjai
- Az 1001. kilométer
- Pengető (gyermekműsor)
- Búbos vitéz (színházi előadás tv-felvétele, 1983)